# 败蕊无距花
败蕊无距花（学名：Stapfiophyton degeneratum）为野牡丹科无距花属下的一个种。

## 扩展阅读
- 維基物種上的相關：败蕊无距花